# Lynne Ramsay
Lynne Ramsay (Glasgow, 5 de desembre de 1969) és una directora de cinema escocesa, una de les veus més grans i interessants del cinema contemporani independent; és també escriptora, productora i directora de fotografia, i coneguda pels llargmetratges Ratcatcher, Morvern Callar o We Need to Talk About Kevin.
El treball de Lynne Ramsay té una poderosa empremta personal. Les seves pel·lícules estan marcades per una fascinació pels nens, els joves i els temes recurrents, irresolubles de la pena, la culpa, la mort i les seves conseqüències. Amb pocs diàlegs i una exposició de la història explícita, utilitzant imatges, detalls vívids, música i disseny de so per crear els seus mons inquietants. A l'abril de 2013 va ser seleccionada com a membre del jurat de la competició principal al Festival de Cinema de Cannes 2013.

## Carrera professional
Nascuda a Glasgow el 5 de desembre de 1969, va estudiar fotografia al Napier College, d'Edimburg. El 1995 es va diplomar per la Nacional Film and Television School de Beaconsfield, Anglaterra, on es va especialitzar en cinematografia i direcció. El curt que constituïa el seu treball de fi d'estudis, Small Deaths, assolí el Premi del Jurat a Canes l'any 1996. El seu segon curt, Kill the Day, assolí el Premi Especial del Jurat al Festival internacional del curtmetratge de Clermont-Ferrand l'any 1997, i el seu tercer curt, Gasman, obtingué el Premi del millor curt al BAFTA Scotland l'any 1998 i de nou el Premi del Jurat a Canes.
L'any 1999 Lynne Ramsay realitza el seu primer llargmetratge, Ratcatcher, que presenta al Festival Internacional de Cinema de Canes a la secció Un Certain Regard. Ben acollit per la crítica, aquest film assoleix diversos premis, com el BAFTA al millor director, guionista o productor britànic novell (millor esperança britànica) a la 53a cerimònia dels premis BAFTA i el Sutherland Trophy al Festival de Cinema de Londres.
L'any 2002 Lynne Ramsay realitza el seu segon llargmetratge, Morvern Callar, basat en la novel·la homònima d'Alan Warnerque, i el presenta al Festival de Canes. Hi assoleix el premi C.I.C.A.E. i el Premi de la joventut del film estranger.
Considerada en un primer moment per realitzar l'adaptació de la novel·la La nostàlgia de l'àngel, d'Alice Sebold, ha d'abandonar el projecte l'any 2004. El projecte següent és l'adaptació de la novel·la de Lionel Shriver We Need to Talk About Kevin, guardonat amb el Premi Taronja per a ficció l'any 2005. L'any 2007 queda classificada 12a del rànquing dels 40 millors directors actuals segons The Guardian. L'any 2011 presenta en competició al 64è Festival de Canes We Need to Talk About Kevin.
L'any 2013 el seu curtmetratge Swimmer és seleccionat a Canes a la selecció de la Quinzena dels Directors. És, el mateix any, membre del jurat del 66è Festival de Canes, presidit per Steven Spielberg.
L'any 2016 anuncia que treballa en l'adaptació del recull de novel·les curtes de Jonathan Ames You Were Never Really Here, aparegut l'any 2013. Joaquin Phoenix hi fa el paper d'un veterà de guerra turmentat pel seu passat. Lynne Ramsay presenta el film en competició oficial al 70è Festival de Canes l'any 2017 i hi assoleix el Premi al millor guió i a la millor interpretació masculina, pel paper de Joaquin Phoenix.
El seu cinema, malgrat que sovint es basa en l'adaptació d'un text literari, es fonamenta clarament en la imatge cinematògràfica i en el so. Presenta un aire de realisme màgic en el qual les imatges, estranyes i incòmodes però també poètiques, mostren les experiències d'uns personatges ferits per la incomunicació i la violència, submergits en ambients morals i socials degradats, turmentats per la bogeria i el dolor.

## Vida personal
Està casada des de març de 2002 amb el músic Rory Stewart Kinnear.

## Filmografia
| Any  | Títol                       | Paper    | Paper     | Paper      | Notes |
| Any  | Títol                       | Director | Guionista | Fotografia | Notes |
| ---- | --------------------------- | -------- | --------- | ---------- | --- |
| 1996 | Small Deaths                | Yes      | Yes       | Yes        | Curtmetratge Nominació - Palma d'Or al millor curtmetratge                                                     |
| 1996 | Kill the Day                | Yes      | Yes       |            | Curtmetratge                                                                                                   |
| 1996 | Sweet Heart                 |          |           | Yes        | Curtmetratge                                                                                                   |
| 1997 | Gasman                      | Yes      | Yes       |            | Curtmetratge BAFTA al millor curtmetratge                                                                      |
| 1997 | One Eye                     |          |           | Yes        | Curtmetratge                                                                                                   |
| 1999 | Ratcatcher                  | Yes      | Yes       |            | Nominació - BAFTA a la millor pel·lícula britànica                                                             |
| 2002 | Morvern Callar              | Yes      | Yes       |            | |
| 2005 | Black and White Town        | Yes      |           |            | Videoclip |
| 2011 | We Need to Talk About Kevin | Yes      | Yes       |            | Nominació - BAFTA a la millor pel·lícula britànica Nominació - BAFTA al millor director Nominació - Palma d'Or |
| 2012 | Swimmer                     | Yes      |           |            | Curtmetratge BAFTA al millor curtmetratge                                                                      |
| 2017 | You Were Never Really Here  | Yes      | Yes       |            | Premi al millor guió (Festival_de_Canes)                                                                       |